# 学校法人皇學館
学校法人皇學館（がっこうほうじん こうがっかん）は、三重県伊勢市神田久志本町に本部を置く学校法人。皇學館大学をはじめ、皇學館中学校・高等学校を設置・運営し、神道に基づく教育活動を行っている。

## 概要
現在の皇學館の起源は、1882年に設立された神宮皇學館、およびそれ以前に置かれていた神宮教院に遡る。伊勢神宮が近代以前に担っていた神職養成や神道研究の分野を学校として整備したもので、明治時代から昭和時代前期にかけて、内務省が管轄する官立の旧制専門学校、次いで旧制大学に発展・昇格した。

### 戦後
第二次世界大戦終結後、連合国軍最高司令官総司令部による日本の民主化政策の一環として出された神道指令を受けて、官立大学であったが故に神宮皇學館大學は廃止された。
しかしその後、1952年には神宮皇學館大學再興期成会が立ち上げられ、卒業生や元教職員などの関係者らによって再興活動が続けられた。1962年2月17日、文部省より大学設置認可が下り、同年4月25日に開学式が挙行された。
1963年には皇學館高等学校、1979年には皇學館中学校も設置され、現在に至る。
なお、本記事では私立の学校法人としての説明に集中する。戦前の官立学校時代については皇學館大学を参照のこと。

## 沿革
- 1959年10月6日 - 財団法人皇學館後援会が設立認可される。会長には吉田茂、副会長には池田勇人が就任。以後、理事会を中心に大学設立計画が進められる。
- 1961年
  - 9月30日 - 文部省に皇學館大学設置認可申請書類を提出。
  - 12月24日 - 初代大学総長に吉田茂を選任する。
- 1962年
  - 2月17日 - 皇學館大学の設置が正式に認可される。学校法人皇学館大学寄附行為が施行。
  - 4月25日 - 皇學館大学開学式を挙行。
- 1963年
  - 1月16日 - 県に皇學館高等学校設置認可書類を提出。
  - 2月1日 - 学校法人皇学館高等学校の設置が県知事から認可される。
  - 4月1日 - 皇學館高等学校が開校。
- 1965年
  - 8月31日 - 学校法人皇学館高等学校を学校法人皇学館大学に統合する。
  - 9月29日 - 女子短期大学（国文・家政の2学科）設置認可申請書を文部省に提出。
  - 11月28日 - 女子短期大学家政科の認可申請を取り下げ。
  - 11月30日 - 大学院設置認可書類を文部省に提出。
- 1966年
  - 1月25日 - 皇學館女子短期大学の設置が認可される。
  - 3月18日 - 大学院（修士課程）の設置が認可される。
  - 4月1日 - 大学院・皇學館女子短期大学が開学。
- 1967年
  - 12月23日 - 第2代大学総長に岸信介を選任する。
  - 12月24日 - 皇學館大学出版部を設置。
- 1970年4月1日 - 皇學館女子短期大学を、皇學館短期大学に改称（神職課程を設置）。
- 1973年4月1日 - 大学院博士課程を開く。
- 1974年
  - 9月27日 - 教育学科増設申請書類を文部省に提出。
  - 12月25日 - 教育学科設置、認可される。
- 1975年4月1日 - 文学部に教育学科を増設。短期大学の学生募集停止。
- 1976年
  - 3月31日 - 短期大学廃止。
  - 6月30日 - 神道学科設置申請書を文部省に提出。
- 1977年
  - 1月10日 - 神道学科設置が認可される。
  - 4月1日 - 文学部に神道学科を増設。
- 1978年
  - 10月30日 - 皇學館中学校の設置が文部省・県から認可される。
  - 4月1日 - 皇學館中学校、開校。
- 1981年4月1日 - 大学院を博士課程（前期・後期）に改称。また、神道学専攻科を設置。
- 1986年10月20日 - 財団法人皇學館後援会が解散。
- 1990年9月21日 - 第3代大学総長に篠田康雄を選出。
- 1998年4月1日 - 大学に社会福祉学部を設置。
- 2000年4月1日 - 文学部にセメスター制導入。また、コミュニケーション学科を増設。
- 2001年
  - 4月1日 - 法人の名称「学校法人皇学館大学」を、「学校法人皇學館」に改める。また、大学名を「皇学館大学」から「皇學館大学」に変更。
  - 6月29日 - 大学院社会福祉学研究科の修士課程の設置認可を文部科学省に申請。
  - 12月20日 - 大学院社会福祉学研究科修士課程の設置が認可される。
- 2002年4月1日 - 大学院社会福祉学研究科修士課程を開設。
- 2004年4月1日 - 大学院文学研究科博士後期課程神道学専攻・修士課程教育学専攻を設置。
- 2008年4月1日 - 教育学部教育学科を設置。社会福祉学部社会福祉学科を改組、2専攻制となる。
- 2010年4月1日 - 現代日本社会学部現代日本社会学科を開設。
- 2011年
  - 4月1日 - 清水潔が学長に就任。
  - 4月1日 - 社会福祉学部社会福祉学科を伊勢学舎に統合。
- 2012年
  - 2月 - 皇學館サービス株式会社設立
  - 3月 - 大学院社会福祉学研究科社会福祉学専攻修士課程廃止
  - 4月 - 大学院教育学研究科教育学専攻修士課程設置
  - 4月30日 - 彬子女王台臨のもとに創立百三十周年・再興五十周年記念式典挙行
- 2013年
  - 4月 - 研究開発推進センター設置
  - 9月14日 - 皇學館高等学校創立五十周年・皇學館中学校創立三十五周年記念式典挙行
- 2015年7月2日 - 戦後70年館友戦歿者慰霊祭斎行
- 2019年
  - 4月 - 河野訓が学長に就任
  - 4月 - アドミッションオフィス設置

## 設置校
- 皇學館大学
- 皇學館高等学校
- 皇學館中学校

## 組織図
- 学校法人皇學館
  - 皇學館大学
    - 大学院
      - 文学研究科
        - 神道学専攻（博士前期課程・博士後期課程）
        - 国文学専攻（博士前期課程・博士後期課程）
        - 国史学専攻（博士前期課程・博士後期課程）

      - 教育学研究科
        - 教育学専攻（修士課程）

    - 専攻科
      - 神道学専攻科
        - 神道学専攻

    - 学部
      - 文学部
        - 神道学科
          - 神道学コース
          - 日本文化コース

        - 国文学科
          - 国語・国文学コース
          - 国語科教員コース

        - 国史学科
          - 歴史教育コース
          - 文化財コース

        - コミュニケーション学科
          - 英語コミュニケーションコース
          - 心理コース
          - 地域情報コース

      - 教育学部
        - 教育学科
          - 学校教育コース
          - 幼児教育コース
          - スポーツ健康科学コース
          - 特別支援教育コース

      - 現代日本社会学部
        - 現代日本社会学科
          - 経営革新コース
          - 地域創生コース
          - 福祉展開コース
          - 文化発信コース

    - 附属図書館
    - 教育開発センター
      - 教育企画室
      - 学習支援室
      - 地域課題学習支援室
      - ファカルティ・ディベロップメント・スタッフ・ディベロップメント室

    - 研究開発推進センター
      - 神道研究所
      - 史料編纂所
      - 佐川記念神道博物館

    - アドミッション・オフィス

  - 皇學館高等学校
    - 普通科

  - 皇學館中学校

## 廃止校
- 皇學館短期大学 - 1966年、皇學館女子短期大学として開学。1970年に改称、1976年廃止。

## 附属施設
- 皇學館大学附属図書館
- 教育開発センター
- 皇學館大学研究開発推進センター
  - 神道研究所
  - 史料編纂所
  - 佐川記念神道博物館

## 歴代理事長
1. 長谷外余男（1961年9月8日 - 1963年10月7日）
2. 井野碩哉（1964年6月12日 - 1980年5月16日）
3. 浜地文平（1980年6月18日 - 1982年）
4. 篠田康雄（1982年8月25日 - 1990年）
5. 櫻井勝之進（1990年8月26日 - 1998年）
6. 岡田重精（1998年8月27日 - 2001年）
7. 上杉千郷（2001年8月1日 - 2008年8月28日）
8. 佐古一洌（2008年8月27日 - 2020年3月26日）
9. 小串和夫（2020年3月26日 - ）